# 拉佐區 (哈巴羅夫斯克邊疆區)
拉佐區（俄语：Райо́н и́мени Лазо́）是俄羅斯远东联邦管区哈巴羅夫斯克邊疆區下辖的区，行政中心为佩列亚斯拉夫卡。该区面積为31,786.47平方公里，2019年人口40,067，人口密度每平方公里1.3人。